# Dahira rubiginosa
Dahira rubiginosa is een vlinder uit de familie van de pijlstaarten (Sphingidae). De wetenschappelijke naam van de soort werd in 1888 gepubliceerd door Frederic Moore.